# サンタ・ビットリアの秘密
『サンタ・ビットリアの秘密』（The Secret of Santa Vittoria）は、スタンリー・クレイマー監督・製作による1969年のアメリカ映画である。ロバート・クライトンの小説『サンタ・ヴィットリアの秘密』を基にベン・マドーとウィリアム・ローズが脚本を執筆した。出演はアンソニー・クイン、アンナ・マニャーニ、ヴィルナ・リージ、ハーディ・クリューガー、セルジオ・フランチらである。

## あらすじ
1943年夏。第二次世界大戦中にイタリアの小村の人々がドイツ軍から特産品のワインを守るために奮闘する。

## キャスト
※括弧内は日本語吹替（初回放送1975年11月17日『月曜ロードショー』）
- アンソニー・クイン（小松方正）
- アンナ・マニャーニ（七尾伶子）
- ヴィルナ・リージ
- ハーディ・クリューガー
- セルジオ・フランチ（英語版）
- レナート・ラシェル（英語版）
- ジャンカルロ・ジャンニーニ

## 受賞とノミネート
| 賞                   | 部門                                    | 候補者                                           | 結果       |
| -------------------- | --------------------------------------- | ------------------------------------------------ | ---------- |
| アカデミー賞         | 編集賞                                  | アール・ハーンドン、ウィリアム・A・ライオン      | ノミネート |
| アカデミー賞         | 作曲賞                                  | アーネスト・ゴールド                             | ノミネート |
| ゴールデングローブ賞 | 作品賞 (ミュージカル・コメディ部門)     | 『サンタ・ビットリアの秘密』                     | 受賞       |
| ゴールデングローブ賞 | 監督賞                                  | スタンリー・クレイマー                           | ノミネート |
| ゴールデングローブ賞 | 主演男優賞 (ミュージカル・コメディ部門) | アンソニー・クイン                               | ノミネート |
| ゴールデングローブ賞 | 主演女優賞 (ミュージカル・コメディ部門) | アンナ・マニャーニ                               | ノミネート |
| ゴールデングローブ賞 | 作曲賞                                  | アーネスト・ゴールド                             | ノミネート |
| ゴールデングローブ賞 | 主題歌賞                                | アーネスト・ゴールド、ノーマン・ギンベル、"Stay" | ノミネート |